# بدر الداهوم
بدر زايد حمد الداهوم العازمي (16 مارس 1975 - )؛ رئيس المكتب السياسي لتجمع ثوابت الأمة، ونائب في مجلس الأمة الكويتي.

## سيرته
شارك في انتخابات مجلس الأمة الكويتي (فبراير 2012) وحصل على 15,027 صوتًا مُحققًا المركز الثالث في الدائرة الخامسة، ثم قاطع الانتخابات بسبب مرسوم الصوت الواحد، ثُم عاد وترشح في انتخابات مجلس الأمة الكويتي 2020 عن الدائرة الخامسة وحصل على المركز الثاني برصيد 8,371 صوت وفاز، ويُذكر بأن الداهوم حاصل على دكتوراه وماجستير في الفقه وأصوله ومُعلم تربية إسلامية ورئيس مجلس إدارة جمعية جابر العلي التعاونية السابق.

## مؤهلاته العلمية
- خريج جامعة الكويت كلية الشريعة والدراسات الإسلامية.
- حاصل على ماجستير في الفقه وأصوله من الجامعة الأردنية.
- حاصل على درجة الدكتوراة من جامعة القاهرة كلية دار العلوم قسم الفقه وأصوله.
- رئيس مجلس إدارة جمعية جابر العلي التعاونية وأمين الصندوق ورئيس اللجنة الإدارية والمالية.
- معلم تربية إسلامية قبل أن يصبح عضوًا في مجلس الأمة الكويتي.

## إعادة ترشحه وبطلان عضويته
في 3 ديسمبر 2020، حكمت محكمة التمييز بحكمٍ بات بإعادة بدر الداهوم إلى صفوف المرشحين. وفي 14 مارس 2021، حكمت المحكمة الدستورية الكويتية بإبطال عضوية النائب المُعارض بدر الداهوم بسبب إتهامات متعلقة بالمساس بالذات الأميرية، ويُذكر بأن الداهوم معروف بإنتقاده للحكومة الكويتية ورئيس مجلس الأمة مرزوق الغانم حيثُ نفى هذه التهمة.